# Nuoto ai Giochi della XXVI Olimpiade - 200 metri farfalla femminili
Hanno partecipato alle batterie di qualificazione 35 atlete: le prime 8 si sono qualificate per la finale A, le successive 8 invece si sono qualificate per la finale B.

## Finale A
26 luglio 1996
| Posizione | Atleta         | Paese       | Tempo   |
| --------- | -------------- | ----------- | ------- |
|           | Susie O'Neill  | Australia   | 2:07.76 |
|           | Petria Thomas  | Australia   | 2:09.82 |
|           | Michelle Smith | Irlanda     | 2:09.91 |
| 4         | Qu Yun         | Cina        | 2:10.26 |
| 5         | Liu Limin      | Cina        | 2:10.70 |
| 6         | Jessica Deglau | Canada      | 2:11.40 |
| 7         | Mika Haruna    | Giappone    | 2:11.43 |
| 8         | Trina Jackson  | Stati Uniti | 2:11.96 |

## Finale B
| Posizione | Atleta          | Paese       | Tempo   |
| --------- | --------------- | ----------- | ------- |
| 9         | Sophia Skou     | Danimarca   | 2:12.41 |
| 10        | Cecile Jeanson  | Francia     | 2:12.99 |
| 11        | María Peláez    | Spagna      | 2:13.05 |
| 12        | Annette Salmeen | Stati Uniti | 2:13.64 |
| 13        | Anna Uryniuk    | Polonia     | 2:13.64 |
| 14        | Hitomi Kashima  | Giappone    | 2:13.97 |
| 15        | Andrea Schwartz | Canada      | 2:14.07 |
| 16        | Barbara Franco  | Spagna      | 2:14.16 |

## Non qualificate
| Posizione | Atleta                | Paese         | Tempo   |
| --------- | --------------------- | ------------- | ------- |
| 17        | Ilaria Tocchini       | Italia        | 2:16.10 |
| 18        | Shu-Tzu Hsieh         | Taipei cinese | 2:16.27 |
| 19        | Sabine Herbst         | Germania      | 2:16.66 |
| 20        | Natalia Zolotukhina   | Ucraina       | 2:16.68 |
| 21        | Loredana Zisu         | Romania       | 2:17.56 |
| 22        | Ana Francisco         | Portogallo    | 2:17.61 |
| 23        | Natasha Meskovska     | Macedonia     | 2:17.90 |
| 24        | Edit Klocker          | Ungheria      | 2:17.90 |
| 25        | Praphalsai Minpraphal | Thailandia    | 2:18.19 |
| 26        | Nida Zuhal            | Turchia       | 2:18.46 |
| 27        | Marcela Kubalčíková   | Rep. Ceca     | 2:19.38 |
| 28        | Maria Pereyra         | Argentina     | 2:19.57 |
| 29        | Marina Karystinou     | Grecia        | 2:20.57 |
| 30        | Mandy Loots           | Sudafrica     | 2:20.73 |
| 31        | Tinka Dančević        | Croazia       | 2:20.74 |
| 32        | Park Woo-hee          | Corea del Sud | 2:22.99 |
| 33        | Melissa Mata          | Costa Rica    | 2:23.89 |
| 34        | Sonia Álvarez         | Porto Rico    | 2:25.24 |
|           | Mette Jacobsen        | Danimarca     | DNS     |